# Ventus Australis
Die Ventus Australis (lateinisch: „Wind der Südhalbkugel“) ist ein Kreuzfahrtschiff, das 2017 auf der chilenischen Werft ASENAV für die chilenische Reederei Cruciero Australis gebaut wurde und seitdem für Expeditionskreuzfahrten in Südchile und Patagonien im Einsatz ist. Sie ist ein Schwesterschiff der 2010 erbauten Stella Australis.

## Geschichte

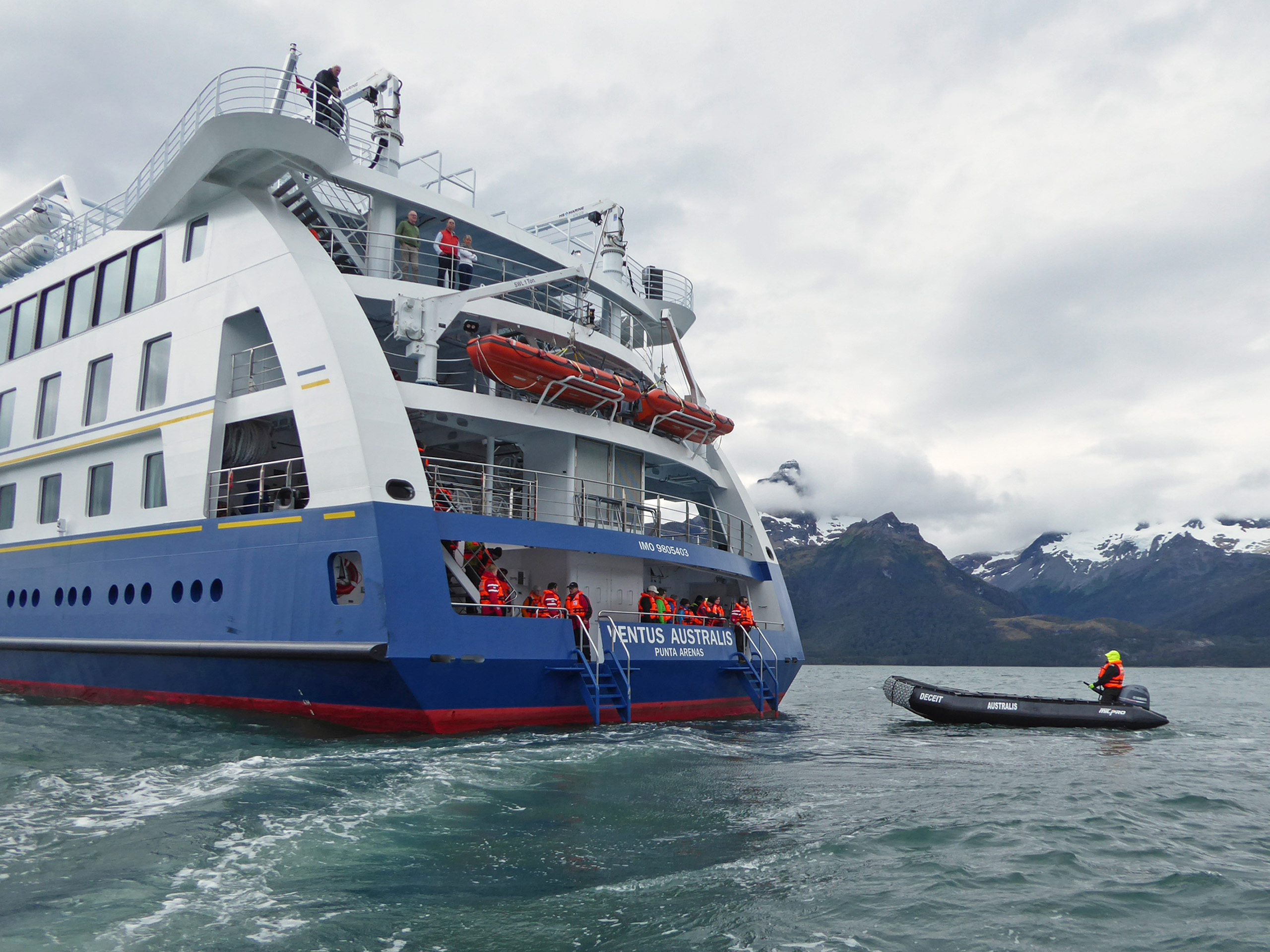
Heck der Ventus Australis mit Zodiak-Anlandung

Auf Basis des erfolgreich betriebenen Schwesterschiffes Stella Australis wurde das Schiff als zweites Kreuzfahrtschiff für Expeditionen rund um Feuerland und in die chilenischen Fjorde gebaut. Es wurde mit 100 geräumigen Kabinen für maximal 210 Passagiere ausgestattet.
Seit Anfang 2018 wurde das Schiff vorwiegend auf Kreuzfahrten in die chilenischen Fjorde sowie zwischen Ushuaia und Punta Arenas eingesetzt. Von Ushuaia gab es 4-tägige Kreuzfahrten, bei denen auch Kap Hoorn angelaufen wurde, während die Rückfahrten von Punta Arenas drei Tage dauerten.

## Technik
Die Ventus Australis wurde für das raue Seegebiet im Bereich vom Kap Hoorn bemessen. Die fünf Passagierdecks erhielten wie beim Schwesterschiff die Namen Patagonia, Magellanes, Tierra del Fuego, Cabo del Hornos und Darwin. Die meisten der 100 Kabinen haben eine Größe von 16,5 m². Für den Ausblick auf die schönen Landschaften sind die Kabinen mit extra großen Fenstern (5 × 5 ft. bzw. 5 × 6 ft. in den oberen Decks) ausgestattet. Neben dem Restaurant gibt es Säle für Vorträge etc.
Die Maschinenanlage besteht aus zwei Cummins-Dieselmotoren mit je 1400 PS Leistung. Die maximale Geschwindigkeit ist 13 kn, die Dienstgeschwindigkeit 12 kn.